# Joseph Greenberg
Joseph Harold Greenberg (Nova Iorque, 28 de maio de 1915 — Palo Alto, 7 de maio de 2001) foi um eminente e controverso linguista norte-americano, conhecido por seu trabalho tanto na classificação das línguas quanto na tipologia. Nasceu em Brooklyn, e trabalhou por muitos anos na Universidade de Stanford, onde veio a falecer em consequência de câncer hepático.

## Contribuições para a linguística

### Tipologia linguística
A fama de Greenberg repousa em parte em suas contribuições, que serviram de sementes para a linguística sincrônica e sua procura pela identificação de conceitos universais da linguística.
No final da década de 1950 do século XX, Greenberg começou a examinar os "corpora" de línguas cobrindo uma ampla distribuição geográfica e genética. Ele localizou uma quantidade de interessantes conceitos universais potenciais, assim como muitas tendências fortes da linguística comparada.
Greenberg (1963) em seu famigerado livro Universals of language define 45 universais linguísticos. De acordo com Greenberg (1975: 75), o conceito de universais linguísticos surgiu de um paper de Aginsks publicado em 1948, como “a base comum de toda a linguagem humana”, isto é, a pesquisa linguística que deseja vislumbrar os universais deve “delimitar os traços comuns da linguagem humana e descobrir os princípios subjacentes” das línguas.
No capítulo 5, intitulado “Alguns Universais de Gramática com Referência Particular à Ordem de Elementos Significativos”, Greenberg (1963: 58-90) aborda 45 universais linguísticos baseados principalmente em um conjunto de 30 idiomas. Segundo o autor, os universais podem sem classificados em Absolutos ou Estatísticos, Internos ou Externos, Implicacionais bidirecionais ou unidirecionais. Dessa forma, os universais se apresentam em todas as línguas do mundo – absolutos – ou em grande parte delas – estatísticos. Os universais também podem ter motivações internas – intralinguísticas – ou ter motivações externas de cognições mais gerais – externos. Ainda, os universais podem se constituir de regras no formato A implica B e B implica A – implicacional bidirecional – ou A implica B, mas B não implica A – implicacional undirecional.
Em particular, Greenberg inventou a noção de conceito universal implicativo, o qual toma a forma "se uma língua tem a estrutura X, então ela deve também ter a estrutura Y." Por exemplo, X pode ser "vogais redondas meio frontais" e Y "vogais redondas frontais altas" (para terminologia, veja fonética). Esse tipo de pesquisa foi aproveitado por muitos outros estudiosos, seguindo o exemplo de Greenberg e tem continuado a ser um importante tipo de coleta de dados em linguística sincrônica.

### Línguas africanas
Greenberg também é largamente conhecido e respeitado por seu desenvolvimento de novo sistema de classificação para as línguas africanas, publicado em 1963. A classificação foi, por um período de tempo, considerada muito audaz e especulativa, especialmente em sua proposta de uma família de línguas nilótico-saarianas, mas que hoje é geralmente aceita entre os especialistas em história africana. No curso de sua obra, Greenberg cunhou o termo línguas afro-asiáticas, para substituir o anterior hamito-semíticas.
A classificação de Greenberg foi bem aceita por linguistas históricos, que desde então a usaram como base para trabalhos posteriores. Hal Fleming apresentou a família omótica, e Gregerson propôs juntar as línguas do Níger-Congo e as línguas nilótico-saarianas em uma grande família congo-saarianas, o que foi aceito por Greenberg.

### Línguas das Américas
Mais tarde, Greenberg estudou as línguas nativas das Américas, que até então tinham sido classificadas em centenas de famílias de línguas separadas. Em seu livro Language in the Americas, de 1987, ele propôs uma classificação mais abrangente, em três grupos principais: esquimó-aleutas, na-dene, e ameríndias.
Esse trabalho, particularmente o relativo às línguas ameríndias, é ainda rejeitado por muitos linguistas históricos. A crítica está direcionada não tanto para a classificação em si, mas basicamente para o método de comparação léxica em massa usado para estabelecê-lo, o qual a maioria dos linguistas históricos americanistas consideram inerentemente não confiável (veja abaixo); e também para o elevado número de erros alegadamente presentes nas fontes utilizadas por Greenberg, tais como palavras incorretas ou não existentes, traduções erradas, palavras atribuídas a línguas equivocadas, e identificação sem base ou errada de prefixos e sufixos.
Enquanto alguns desses erros (os quais, de acordo com os defensores de Greenberg, somente afetam um pequeno percentual dos dados) poderiam consideravelmente levar a um aumento artificial na medida da similaridade, outros introduziriam apenas barulho aleatório nas medidas e, portanto, tenderiam a reduzi-la; o que somente fortaleceria as conclusões de Greenberg. Contudo, as alegações de inúmeros erros nos dados, junto com objeções à sua metodologia, levaram muitos linguistas a avaliar essa parte do trabalho de Greenberg como não acadêmica e inválida.

### Línguas euroasiáticas
Mais tarde em sua vida, Greenberg propôs reunir muitas famílias linguísticas da Europa e Ásia em um único grupo, que chamou de euroasiático. O projeto era muito semelhante às antigas propostas de Illich-Svitych com relação ao grupo nostrático, mas diferia em pontos importantes, nomeadamente a exclusão das línguas afro-asiáticas, o que, em seguida, tornou-se popular também entre os nostraticistas. Ele continuou a trabalhar nesse projeto até a sua morte.

### Método de comparação em massa de Greenberg
Greenberg propôs um método controvertido e pouco prático para encontrar relações históricas ao comparar demasiadas línguas pelos métodos tradicionais de estabelecer mudanças regulares de som – uma situação que ocorre especialmente quando se tenta estabelecer famílias históricas de longo alcance em regiões do mundo onde poucas famílias de nível baixo (ou mesmo nenhuma) tenham sido reconstruídas, ou onde a diversidade linguística é especialmente elevada. Esse método foi entusiasticamente abraçado por alguns linguistas históricos (e muitos geneticistas), mas foi rejeitado pela maioria dos linguistas históricos. Q.v. comparação léxica em massa para uma discussão completa.

### Universais de Greenberg
A lista a seguir encontra-se no apêndice III de "Universais da Linguagem" de Greenberg (1963: 88-90) mais especificamente em "Universais Reafirmados", classificados de acordo com o nível da gramática explicitado pelo Greenberg no corpo do texto do já referido capítulo 5.

#### Ordem de Palavras na sentença
Universal 1: Em sentenças declarativas com sujeito e objeto nominal, a ordem dominante é quase sempre aquela em que o sujeito precede o objeto.
Universal 2: Em idiomas com preposições o genitivo  quase sempre segue o substantivo governante, enquanto em línguas com posposições quase sempre precede.
Universal 3: As línguas com ordem de VSO dominante são sempre preposicionais.
Universal 4: Com uma frequência muito maior do que a chance, as línguas com ordem SOV normal são pós-posicionais.
Universal 5: Se uma língua tem uma ordem SOV dominante e o genitivo segue o substantivo governante, então o adjetivo também segue o substantivo.
Universal 6: Todas as línguas com ordem de VSO dominante têm SVO como uma alternativa ou como a única ordem básica alternativa.
Universal 7: Se em uma língua com ordem SOV dominante não há ordem básica alternativa, ou apenas OSV como alternativa, então todos os modificadores adverbiais do verbo também precedem o verbo. (Este é o subtipo "rígido" do III.)

#### Sintaxe
Universal 8: Quando uma questão sim-não é diferenciada da afirmação correspondente por um padrão entoacional, as características entoacionais distintivas de cada um desses padrões são calculadas a partir do final do sentença e não o começo.
Universal 9: Quando partículas ou afixos de pergunta são especificados na posição por referência à sentença como um todo, caso essas partículas ou afixos de perguntas forem iniciais, tais elementos são encontrados em idiomas preposicionais e, se forem finais, são encontradas em idiomas posposicionais, com mais frequência que aleatoriamente.
Universal 10: As partículas ou afixos de pergunta, especificados na posição por referência a uma palavra específica na frase, quase sempre seguem essa palavra. Tais partículas não ocorrem em línguas com ordem dominante VSO.
Universal 11: A inversão da ordem de instrução de modo que o verbo preceda o assunto ocorre apenas em idiomas em que a palavra ou frase da pergunta é normalmente inicial. Essa mesma inversão ocorre em questões do tipo "sim-não" apenas se também ocorrer em questões de palavras interrogativas.
Universal 12: Se uma língua possui ordem dominante VSO em sentenças declarativas, sempre coloca palavras ou frases interrogativas primeiro em perguntas de palavras interrogativas; se tem ordem dominante SOV em sentenças declarativas, nunca existe tal regra invariante.
Universal 13: Se o objeto nominal sempre precede o verbo, então as formas verbais subordinadas ao verbo principal também o precedem.
Universal 14: Em declarações condicionais, a cláusula condicional precede a conclusão como a ordem normal em todas as línguas.
Universal 15: Em expressões de vontade e propósito, uma forma verbal subordinada sempre segue segue o verbo principal como a ordem normal, exceto naquelas línguas em que o objeto nominal sempre precede o verbo.
Universal 16: Em línguas com ordem dominante VSO, um auxiliar flexionado sempre precede o verbo principal. Em línguas com ordem dominante SOV, um auxiliar flexionado sempre segue o verbo principal.
Universal 17:
Com uma frequência muito maior do que ao acaso, as línguas com ordem dominante VSO têm o adjetivo após o substantivo.
Em seu artigo intitulado Some universals of grammar with particular reference to the order of meaningful elements. In Universals of Language. Cambridge: MIT Press, Greenberg (1963) trabalha com uma amostra de 30 línguas. Dentre elas, 19 apresentam adjetivos depois de nomes, contra 11 línguas cujos adjetivos antecedem o nome. Isso é representativo de uma tendência geral que quase anula a esperada regra oposta em línguas SOV.
A posição dos demonstrativos e dos numerais está relacionada a dos adjetivos descritivos em determinadas línguas. No entanto, esses itens demonstram uma tendência marcada para preceder os nomes, mesmo quando os adjetivos descritivos seguem o nome. Em seus dados, Greenberg, observou 12 línguas em que o demonstrativo precede o nome, mesmo que o adjetivo ocorra após, e 7 línguas em que, da mesma forma, o demonstrativo antecede o nome, mesmo que o adjetivo o preceda.
Em uma das línguas pesquisadas, o guarani, numerais podem tanto preceder quanto se seguir aos nomes. Nessa língua, os adjetivos seguem o nome, como se poderia esperar.
No caso dos nomes, pode ser notado que, para línguas com classificadores numerais, é a posição do numeral em relação ao classificador que é levada em conta. Parece não haver, todavia, nenhuma relação entre a posição do numeral e do demonstrativo fora da mediação pela posição do adjetivo. Assim, as línguas em que o adjetivo segue o nome podem ter numerais em posição que o antecedem ou o seguem. Entretanto, isso não acontece com os demonstrativos em línguas em que o adjetivo antecede o nome: quando o demonstrativo o precede, isso ocorre também com os numerais: ambos precedem; nenhum deles aparece posposto ao nome. Fora da amostra, porém, há um pequeno número de ocorrências em que o demonstrativo segue, quando o adjetivo precede. Pode ser notado que outros quantificadores e adjetivos interrogativos e possessivos mostram a mesma tendência de preceder o nome, com evidência, por exemplo, nas línguas romance.
Universal 18: Quando o adjetivo descritivo precede o substantivo, o demonstrativo e o numeral fazem o mesmo, com uma frequência muito maior do que ao acaso.
Universal 19:
Quando a regra geral é que o adjetivo descritivo vir depois, pode haver uma minoria de adjetivos que geralmente precedem, mas quando a regra geral é que os adjetivos descritivos vêm antes, não há exceções.
Esse universal é ilustrado por welsh e italiano na amostra de 30 línguas pesquisadas por Greenberg. A ordem dentro da frase nominal está sujeita a um poderoso entrave. Quando nenhum ou todos os três tipos de qualificadores precede o nome, a ordem entre eles é sempre a mesma: demonstrativo; numeral e adjetivo, como no inglês: “these five houses.”
Quando nenhum ou todos seguem o nome, a ordem preferencial é exatamente a oposta: nome; adjetivo; numeral e demonstrativo. Uma alternativa menos popular é a mesma ordem que a já dada para as instâncias nas quais esses elementos precedem o nome. Um exemplo dessa última possibilidade é kikuyu, uma língua banto do leste da África, com a ordem: “casas essas cinco grandes”, ao invés da mais popular: “casas grandes cinco essas”.
Universal 20:
Quando algum ou todos os itens - adjetivo demonstrativo, numeral e descritivo - precedem o substantivo, eles são sempre encontrados nessa ordem. Se eles vierem após, a ordem é igual ou exatamente oposta.
A ordem dos qualificadores adverbiais dos adjetivos na relação com os adjetivos será, agora, considerada. Essa ordem também mostra uma relação definida por aquela entre adjetivos descritivos e nomes. Dessa forma, estabelecem-se as seguintes relações: dentre as línguas pesquisadas por Greenberg, a ordem advérbio-adjetivo foi encontrada em 11 línguas cuja ordem é adjetivo- nome e, em 5 línguas, cuja ordem é nome-adjetivo. Por outro lado, a ordem adjetivo-advérbio não foi encontrada, em línguas cuja ordem é adjetivo-nome, e foi encontrada, em 8 línguas cuja ordem é nome-adjetivo; as duas ordens: adjetivo-advérbio e advérbio-adjetivo (há casos em que certos advérbios precedem e outros não) não foram encontradas em línguas cuja ordem é adjetivo nome e foi encontrada em 2 línguas cuja ordem é nome-adjetivo.
Percebe-se, assim, que há uma tendência de o advérbio preceder o adjetivo, que pode ser anulada apenas, em alguns casos, quando o adjetivo segue o nome. A situação, então, é semelhante àquela que envolve os demonstrativos e os numerais. No entanto, se observarmos além, percebemos que todas as línguas em que alguns ou todos os advérbios seguem os adjetivos não apenas apresentam o nome seguido pelo adjetivo, mas também são todas do tipo VSO e SVO.
Universal 21:
Se alguns ou todos os advérbios seguem o adjetivo que eles modificam, então a linguagem é aquela em que o adjetivo qualificativo segue o substantivo e o verbo precede seu objeto nominal como a ordem dominante.
Um outro tópico que diz respeito ao adjetivo que deve ser considerado diz respeito às comparações, especialmente a de superioridade como expressado como, por exemplo, no inglês, por sentenças do tipo: “X é maior que Y”. Uma minoria de línguas no mundo tem, como no inglês, uma forma flexionada de adjetivo no comparativo. Mais frequentemente, uma palavra separada modifica o adjetivo, como no inglês: “X é mais bonito que Y”, mas, em muitas línguas, isso é opcional ou não existe mesmo. Por outro lado, sempre há algum elemento que expressa a comparação, como conectores ou afixos, correspondentes ao inglês “than” e, obviamente, ambos o adjetivo e o item com que a comparação é feita precisam ser expressos. Nós temos, assim, três elementos cuja ordem pode ser considerada, como em inglês “larg(er) than Y”. Eles serão chamados de adjetivo, marcador de comparação e padrão de comparação. As duas ordens comuns são as seguintes: adjetivo, marcador e padrão (como no inglês); ou a ordem oposta: padrão, marcador e adjetivo. Essas duas alternativas estão relacionadas à ordem tipológica básica, como se pode observar por meio dos seguintes dados: a ordem adjetivo – marcador – padrão foi encontrada em 5 línguas VSO; em 9 línguas SVO e em nenhuma língua SOV; em línguas em que o nome precede o adjetivo essa ordem foi encontrada em 13; em línguas em que o adjetivo precede o nome, houve apenas a ocorrência dessa ordem em uma língua. Já a ordem padrão – marcador - adjetivo não foi encontrada em línguas VSO; foi encontrada em uma única língua SVO e em 9 línguas SOV; em línguas em que o nome precede o adjetivo, essa ordem não foi encontrada; em línguas em que o adjetivo precede o nome, essa ordem foi encontrada em 10 línguas. Se considerarmos a ocorrência de ambas as ordens, em línguas VOS e SOV, não houve a ocorrência dessa ordem; em línguas SVO, apenas uma das línguas estudadas apresentou a ocorrência de ambas as ordens; em línguas em que o nome precede o adjetivo, ambas as ordens não ocorrem; em línguas em que o adjetivo precede o nome, houve apenas a ocorrência dessa ordem em uma língua.
Algumas línguas não foram consideradas na análise acima, porque elas utilizam um verbo com um sentido genérico de “superar”. Isso é particularmente comum na África, por exemplo, em iorubá: “X é grande supera Y”. Loritja, uma língua australiana, que apresenta “X é grande, Y é pequeno”, igualmente, não foi considerada.
Universal 22: Se em comparações de superioridade a única ordem ou uma das alternativas ordens nativas são padrão-marcador-adjetivo, então a linguagem é posposicional. Se a única ordem for um padrão-adjetivo-marcador, a linguagem é preposicional, com uma frequência muito maior do que ao acaso.
Universal 23: Se em aposição o nome próprio geralmente precede o nome comum, então a língua é aquela em que o substantivo governante precede seu genitivo dependente. Se o substantivo comum geralmente precede o substantivo próprio, o genitivo dependente precede seu substantivo governante, com uma frequência muito maior do que ao acaso.
Universal 24: Se a expressão relativa precede o substantivo senão como a única construção ou como uma construção alternativa, de outro modo a linguagem é posposicional ou o adjetivo precede o substantivo, ou ambos.
Universal 25: Se o objeto pronominal vem depois o verbo, o mesmo acontece com o objeto nominal.

#### Morfologia
Universal 26: Se uma língua tiver afixos descontínuos, ele sempre terá prefixação, sufixação ou ambos.
Universal 27: Se uma linguagem tem exclusivamente sufixação, é preposicional; se tem prefixação exclusivamente, é posposicional.
Universal 28: Se tanto a derivação como a flexão seguem a raiz, ou ambas precedem a raiz, a derivação é sempre entre a raiz e a flexão.
Universal 29: Se uma língua tem flexão, sempre tem derivação.
Universal 30: Se o verbo tem categorias de pessoa-número ou se tem categorias de gênero, sempre tem categorias de tempo-modo.
Universal 31: Se o sujeito ou objeto substantivo concordar com o verbo em gênero, então o adjetivo sempre concorda com o substantivo em gênero.
Universal 32: Sempre que o verbo concordar com um sujeito nominal ou objeto nominal em gênero, ele também concorda em número.
Universal 33: Quando a concordância em número entre o substantivo e o verbo é suspensa e a regra é baseada na ordem, o caso é sempre aquele em que o verbo está no singular.
Universal 34: Nenhuma língua tem um número de trial, a menos que tenha um dual.
Nenhuma linguagem tem um dual a menos que tenha plural.
Universal 35: Não há língua em que o plural não tenha alomorfos não nulos, ao passo que existem línguas nas quais o singular é expresso apenas por zero. O dual e o trial quase nunca são expressos apenas por zero.
Universal 36: Se uma língua tem a categoria de gênero, sempre tem a categoria de número.
Universal 37: Uma língua nunca tem mais categorias de gênero em números não-singulares do que no singular.
Universal 38: Onde há um sistema de casos, o único caso que sempre tem apenas zero alomorfos é aquele que inclui entre seus significados aquele do sujeito do verbo intransitivo.
Universal 39: Onde morfemas de ambos os números e casos estão presentes e ambos vêm depois ou ambos precedem o substantivo base, a expressão de número quase sempre vem entre o substantivo base e a expressão de caso.
Universal 40: Quando o adjetivo vem depois do substantivo, o adjetivo expressa todas as categorias flexionais do substantivo. Nesses casos, o substantivo pode não ter expressão explícita de uma ou todas essas categorias.
Universal 41: Se em uma língua o verbo segue tanto o sujeito nominal quanto o objeto nominal como a ordem dominante, a língua quase sempre tem um sistema de casos.
Universal 42: Todas as línguas têm categorias pronominais envolvendo pelo menos três pessoas e dois números.
Universal 43: Se uma língua tem categorias de gênero no substantivo, ela tem categorias de gênero no pronome.
Universal 44: Se uma língua tem distinções de gênero na primeira pessoa, ela sempre tem distinções de gênero na segunda ou terceira pessoa ou em ambas.
Universal 45: Se existem distinções de gênero no plural do pronome, também existem algumas distinções de gênero no singular.